# Fauna de Europa

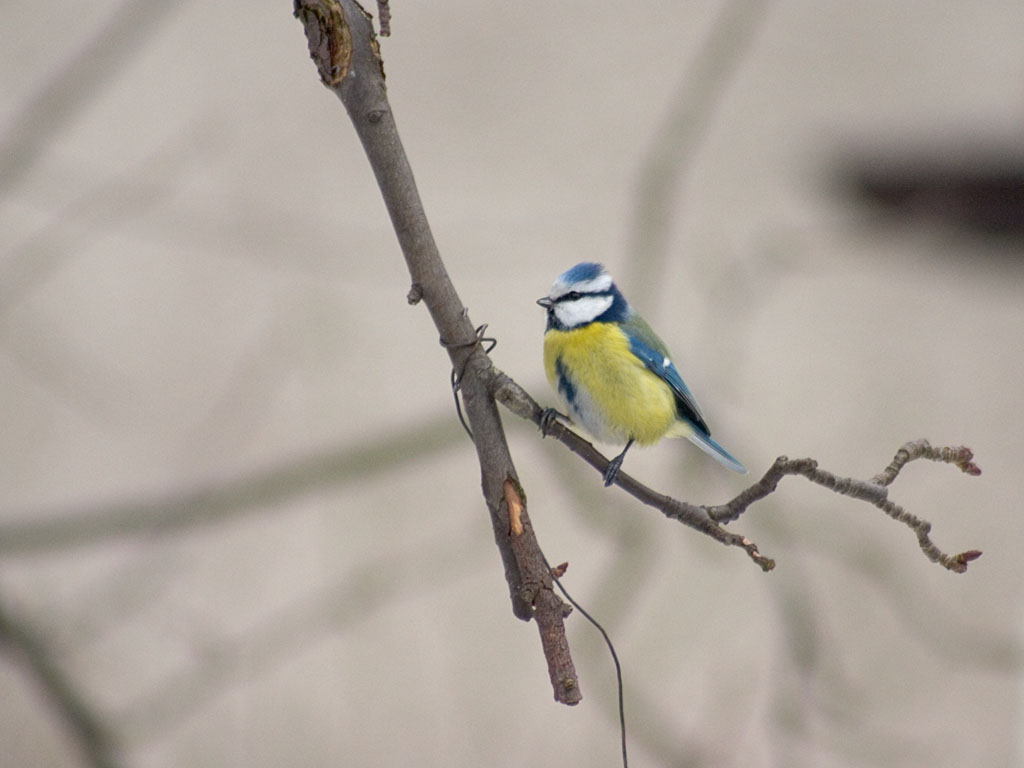
El herrerillo común es un ave residente y común de Europa

la fauna de Europa comprende todos los animales que viven en Europa y sus mares e islas circundantes. Dado que no hay un límite biogeográfico natural en el este y el sur entre Europa y Asia, el término "fauna de Europa" es un tanto vago. Europa es la parte occidental de la ecozona Paleártica (que a su vez es parte del Holártico). Situada en la región templada (al norte del ecuador), la vida silvestre no es tan rica como en las regiones más cálidas, pero es diversa debido a la variedad de hábitats y a la riqueza faunística de Eurasia en su conjunto.
Antes de la llegada de los seres humanos la fauna europea era más diversa y estaba más extendida que en la actualidad. La megafauna europea actual es mucho más reducida que en épocas antiguas. La extinción del Holoceno redujo drásticamente el número y la distribución de la megafauna. Muchas de estas especies todavía existen pero en menor número, mientras que otras prosperan en el continente libres de depredadores naturales y muchas otras se extinguieron.

## Orígenes de la fauna europea

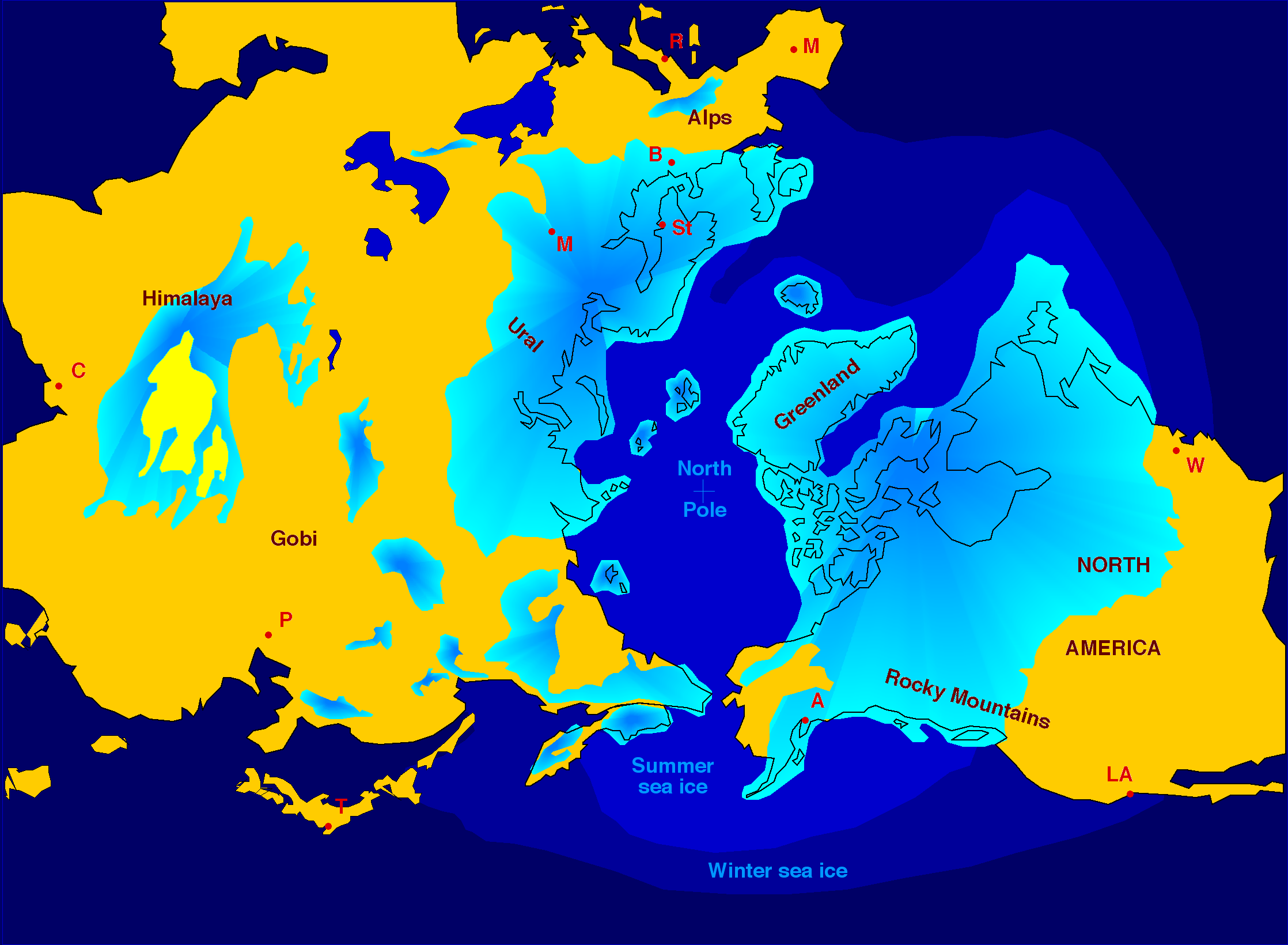
Glaciación de hemisferio del norte durante la última era glacial

La formación de la fauna europea comenzó en el Mesozoico con la división del supercontinente laurasiano y finalmente se separó de América del Norte y Asia en el Eoceno. Durante el Cenozoico temprano, los continentes se acercaron a su configuración actual, Europa experimentó períodos de conexión terrestre con América del Norte a través de Groenlandia, resultando en la colonización de Europa por animales norteamericanos. En esos tiempos, la elevación de los niveles de mar fragmentaron a veces Europa en subcontinentes insulares. Con el paso del tiempo, el nivel del mar descendió, los mares se alejaron de las llanuras del oeste de Rusia, estableciendo la conexión moderna con Asia (Priaboniense). Las especies animales asiáticas colonizaron Europa en gran número y muchos linajes europeos endémicos (por ejemplo, los primates) murieron: extinción del Eoceno-Oligoceno o ("grande coupure").
Los cambios cíclicos del Pleistoceno entre períodos fríos y cálidos dieron lugar a respuestas antagónicas dentro de dos grupos diferentes de organismos: uno que se expandía durante los períodos cálidos y se retraía durante las fases frías y otro con respuestas opuestas (este último grupo se compone de las especies llamadas  árticas y las alpinas).
La glaciación durante la última edad de hielo y la presencia del hombre afectaron la distribución de la fauna europea. En cuanto a los animales, en muchas partes de Europa la mayoría de los animales grandes y de las especies depredadoras superiores han sido cazados hasta la extinción. El mamut lanudo se extinguió antes del final del período Neolítico. Las especies de árboles se extienden hacia afuera de los refugios durante los períodos interglaciales, pero en patrones variados, con diferentes árboles dominando en diferentes períodos. Los insectos, por el contrario, cambiaron sus rangos con el clima, manteniendo la consistencia de las especies en su mayor parte a lo largo del período (Coope 1994). Su alto grado de movilidad les permitió trasladarse mientras los glaciares avanzaban o retrocedían, manteniendo un hábitat constante a pesar de las oscilaciones climáticas. Los mamíferos recolonizaron los territorios a diferentes velocidades. Los osos pardos, por ejemplo, se trasladaron rápidamente de los refugios según los glaciares iban retrocediendo, convirtiéndose en uno de los primeros mamíferos grandes en recolonizar la tierra. El último período glacial terminó hace unos 10.000 años, dando como resultado la distribución actual de ecorregiones.
Véase también: Anexo:Fauna extinta de Europa.

## Regiones Zoogeográficas

Regiones biogeográficas de Europa (incluida la parte asiática de Turquía)

### Océano atlántico
El océano Atlántico nororiental puede dividirse en dos regiones biogeográficas principales: la Lusitana (al oeste de las islas británicas, el Golfo de Vizcaya, Galicia y la costa Norte de Portugal y los mares del norte de Europa (incluido el mar del Norte y el mar Báltico). Una zona claramente distinta es también la región de lasislas macaronésicas.
El Mar del Norte es el hogar de cerca de 230 especies de peces. El bacalao, el eglefino, el merlán, el carbonero, la solla, el verdel, la caballa, el arenque, la faneca, el espadín y el lanzón son comunes y objetivo de la pesca comercial. Debido a las diversas profundidades del Mar del Norte y las diferencias en la salinidad, la temperatura y el movimiento del agua, algunos peces residen solo en pequeñas áreas del Mar del Norte (por ejemplo, la gallineta roja y el siganus). De los crustáceos, la langosta de Noruega, langostinos y camarones marinos se pescan comercialmente. Las costas proporcionan hábitat de cría para docenas de especies de aves. Decenas de millones de aves crían, se alimentan o hacen escalas migratorias cada año en el mar del Norte. Las poblaciones de fulmar boreal, gaviota de patas negras, frailecillo atlántico, alca torda, y gran variedad de especies de petreles, cormoranes, gaviotas, golondrinas de mar y otras aves marinas hacen estas costas muy populares para la observación de avas.
El mar Báltico es una isla ecológica, aislado de otros mares salobres por la tierra y otros mares completamente abiertos al océano. La baja salinidad del Mar Báltico ha llevado a la evolución de muchas especies ligeramente divergentes, como el arenque del mar Báltico, que es una variante más pequeña del arenque del Atlántico. Las especies bentónicas más frecuentes son Saduria entomon y Monoporeia affinis, que es originalmente una especie de agua dulce. Una gran parte de su fondo es anóxico y sin vida animal.
El mar Báltico y el mar del Norte también albergan una gran variedad de mamíferos marinos (focas comunes, focas grises)

### De agua dulce
Europa contiene varias ecorregiones de agua dulce importantes, incluyendo los grandes ríos de Europa, los ríos de Rusia, que desembocan en los mares Ártico, Báltico, Negro y Caspio. Hay cerca de 15.000 especies de agua dulce europeas conocidas.

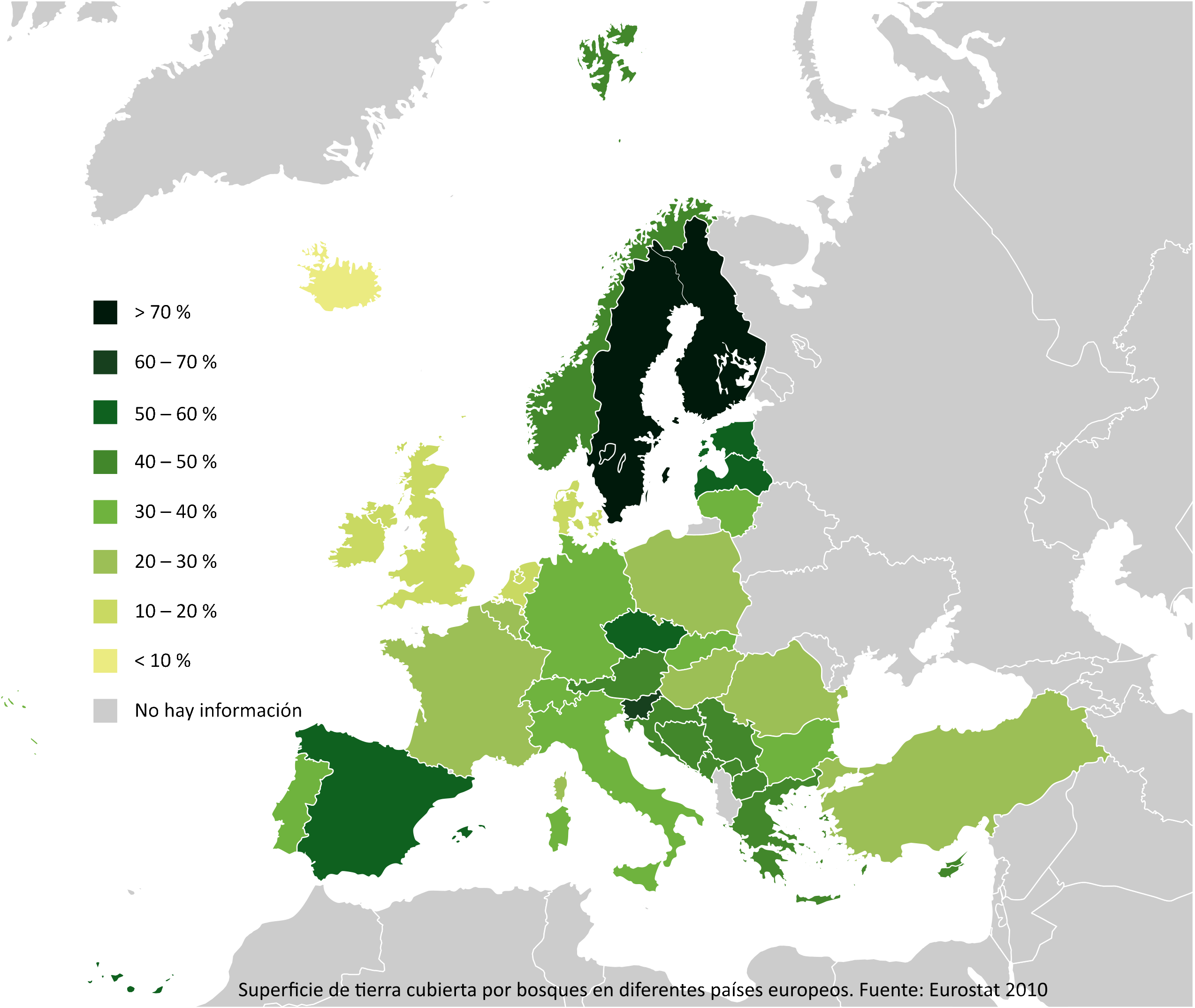
Porcentaje de superficie de los diferentes países europeos cubierta por bosques.

### Bosques
Europa estaba cubierta por bosques en un porcentaje del ochenta al noventa por ciento. El bosque se extendía desde el mar Mediterráneo hasta el océano Ártico. Aunque más de la mitad de los bosques originales de Europa desaparecieron a lo largo de los siglos de deforestación, Europa todavía tiene más de una cuarta parte de su superficie terrestre como bosques, como los bosques boreales de Escandinavia y Rusia, bosques pluviales mixtos del Cáucaso y de alcornoques en el oeste Mediterráneo. En la Europa templada, predominan los bosques mixtos con árboles de hoja ancha y coníferas. La tala del hábitat forestal preagrícola ha causado grandes perturbaciones a los ecosistemas animales originales, y solo algunos rincones de la Europa continental no han sido pastoreados por el ganado en algún momento.

### Praderas
La estepa euroasiática es el término que se utiliza con frecuencia para describir la vasta ecorregión esteparia de Eurasia que se extiende desde las fronteras occidentales de las estepas de Hungría hasta la frontera oriental de las estepas de Mongolia. La mayor parte de la estepa euroasiática se incluye en la región de Asia Central, mientras que solo una pequeña parte de ella se incluye en Europa oriental (las estepas de Rusia occidental, Ucrania y lallanura panónica - véase: estepa póntica ) Son característicos de estas praderas algunos pequeños mamíferos (chacal común, campañoles, ardilla de tierra europea y el desmán ruso entre otros).

### Regiones alpinas
Las regiones montañosas tienen una fauna peculiar relativamente poco influenciada por las actividades humanas. Las más septentrionales son las montañas escandinavas. Los Pirineos presentan muchos casos de endemismo. El desmán pirenaico se encuentra solo en algunos de los arroyos de las laderas septentrionales de estas montañas, la salamandra de arroyo de los Pirineos también vive en arroyos y lagos situados en grandes altitudes. Entre las otras peculiaridades de la fauna pirenaica se encuentran los insectos ciegos de las cavernas de Ariège (Anophthalmus, Adelops). El ibex pirenaico misteriosamente se extinguió en 2000; eloso pardo nativo de los Pirineos fue cazado casi hasta la extinción en la década de 1990, pero fue reintroducido en 1996. Algunos animales comunes de los Alpes son el íbice o cabra salvaje de los Alpes, la marmota alpina, el búho de Tengmalm y la perdiz nival. Las montañas de los Apeninos son el hábitat del oso pardo de Marsican y del lobo italiano. Las montañas de los Cárpatos son un conjunto de montañas que forman un arco de aproximadamente 1.500 km en Europa Central y Oriental y están habitadas por las poblaciones más grandes de Europa de osos pardos, lobos y linces, así como gamuzas y otros animales.

### Mediterráneo
Antiguamente la región estaba mayormente cubierta de bosques y zonas arboladas, pero el uso humano continuado ha reducido gran parte de la región a los matorrales esclerófilos conocidos como chaparral, matorral, maquis o garriga. La pérdida de bosques nativos tuvo un impacto significativo en la biodiversidad, cuando el 90% de los géneros endémicos de mamíferos del Mediterráneo se extinguieron después del desarrollo de la agricultura. Conservation International ha designado a la cuenca mediterránea como uno de los puntos calientes de biodiversidad del mundo.
En cuanto a la fauna marina, existen fuertes afinidades y relaciones entre las faunas mediterráneas y atlánticas. La fauna de aguas profundas del Mediterráneo no tiene rasgos distintivos y es relativamente pobre. Ambos son el resultado de la crisis salina del Messiniense. Una invasión de las especies del Océano Índico ha comenzado a través del Canal de Suez (ver migración Lessepsiana). Muchas especies (como foca monje del Mediterráneo) están en peligro crítico.

## Invertebrados

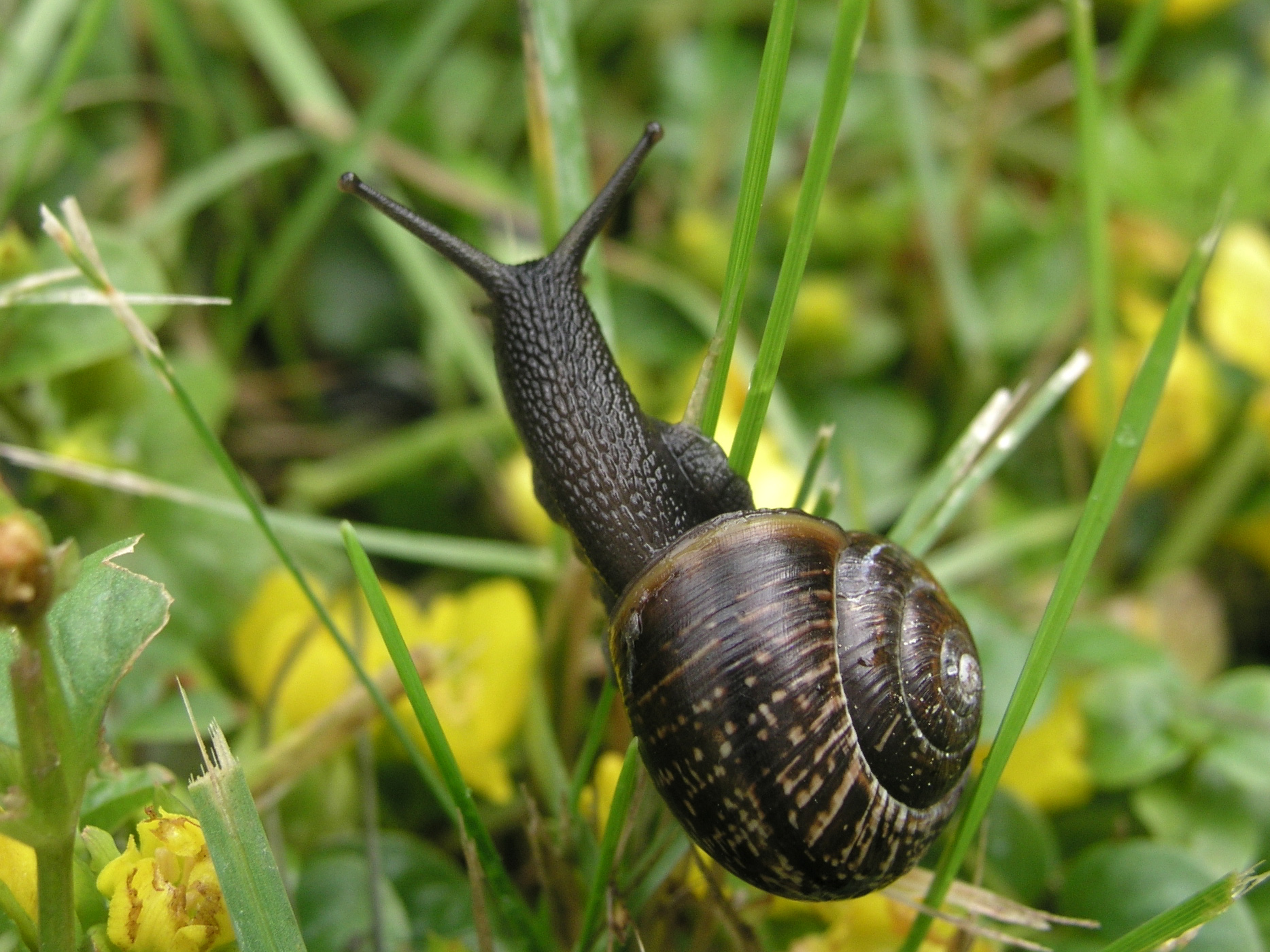
Arianta arbustorum, un caracol de tierra muy extendido

Se conocen alrededor de 100.000 especies de invertebrado de Europa. La riqueza de especies marinas es mayor en el Mediterráneo con 600 esponjas (45% de ellas endémicas), 143 especies conocidas de equinodermos y unas 500 especies de cnidarios. Casi 1000 especies de oligoquetos viven en Europa.
Hay alrededor de 1500 especies de moluscos no marinos en Europa. La fauna marina es de nuevo más rica en la región mediterránea (2000 especies de moluscos marinos). 22 especies y 3 subespecies de gasterópodos se han extinguido en Europa desde el año 1500. No se sabe que ninguna especie de bivalvos se haya extinguido en Europa desde 1500.
La fauna de miriápodos contiene 500 Chilopoda y 1500 Diplopoda. De los crustáceos, hay alrededor de 900 especies de maxilópodos, 400 Ostracoda, 1500 especies de isópodos, 500 anfípodos y 30 decápodos (por ejemplo cangrejos de río europeos) y muchos otros. El número de especies de arañas en Europa cuenta hasta 4113. Los escorpiones se encuentran principalmente en el sur de Europa (Euscorpius, Belisarius, Iurus).

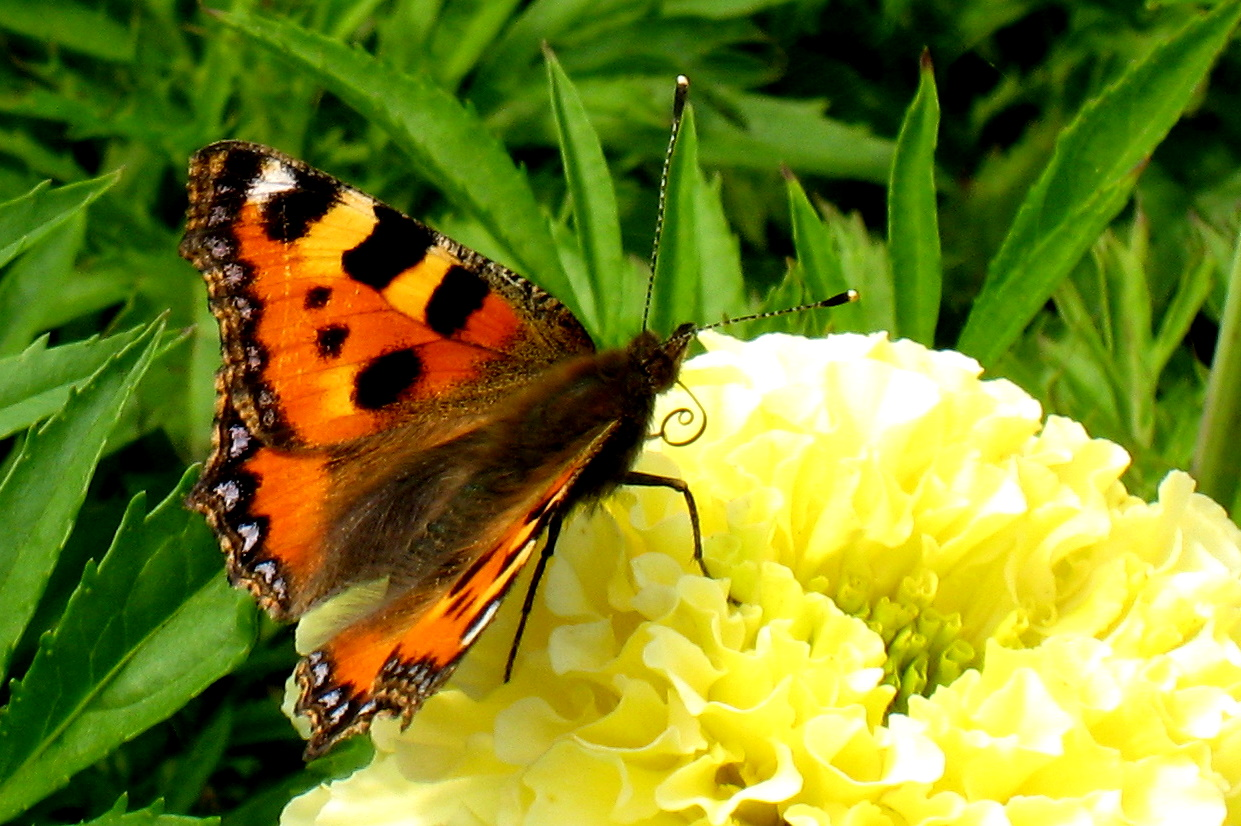
Mariposa de la ortiga

### Insectos
Hay cerca de 300 neuropteros, más de 1000 ortópteros, 150 especies de cucarachas y 1000 especies de tricópteros  en Europa. La fauna dipteriana tiene unas 12.000 especies de Brachycera y 7000 especies de Nematocera. Entre más de 20.000 himenópteros hay 180 especies de hormigas. Se registran cerca de 25.000 especies de escarabajos procedentes de Europa (incluidos 2600 carábidos, 700 cerambícidos, 1700 crisomélidos, 200 coccinélidos, 5000 estafilínidos y 5000 gorgojos).
Cerca de 600 especies de mariposas y cerca de 8000 especies de polillas viven en Europa. Se estima que un 18% de todas las especies de mariposas europeas se consideran vulnerables o están en peligro de extinción.

## Peces

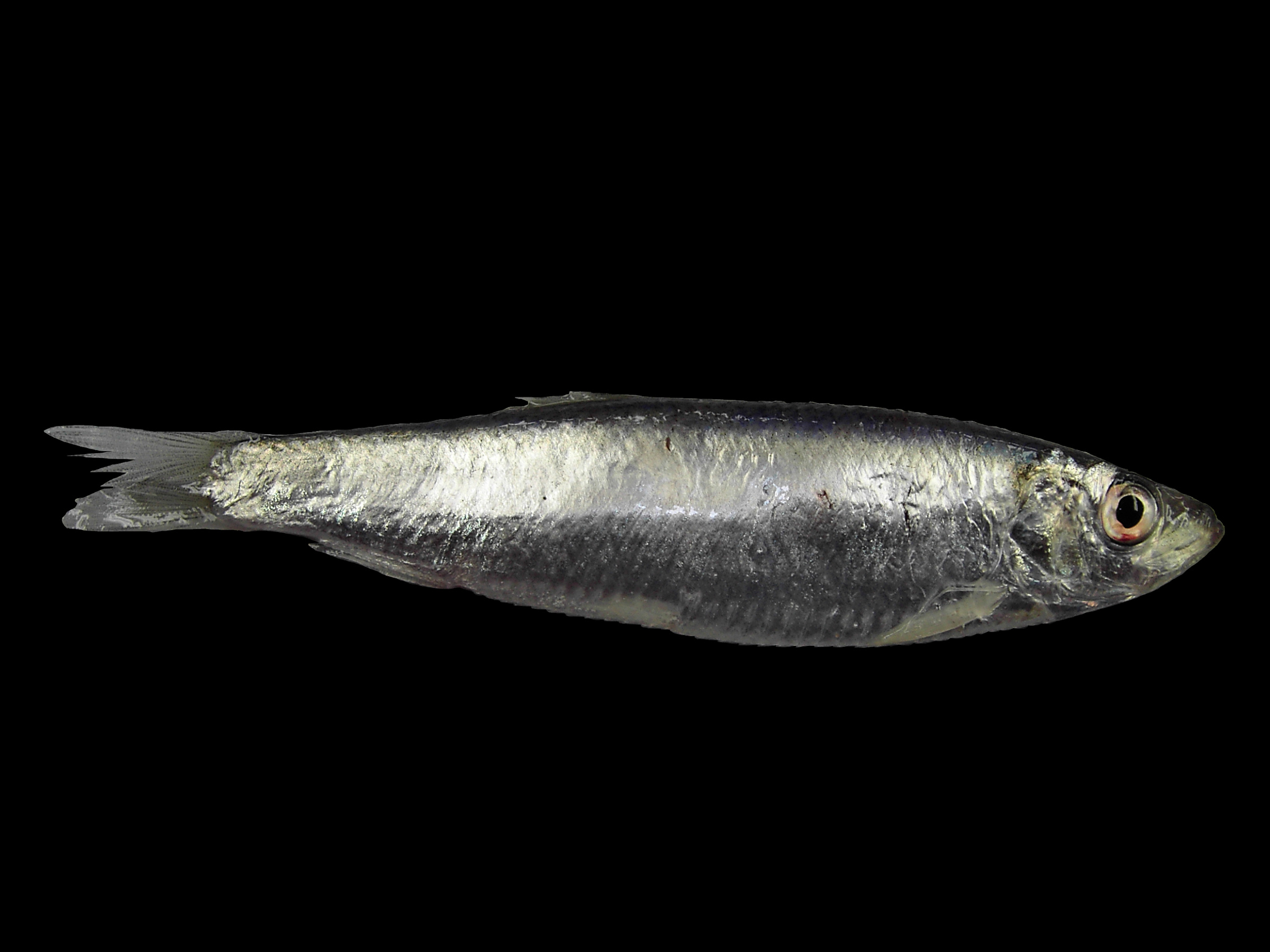
Espadín del sur del Mar del Norte.

Europa tiene 344 especies de peces de agua dulce, cerca de 200 de ellas endémicas. Unas 277 especies de peces han sido introducidas en Europa y más de un tercio de la actual fauna piscícola europea está compuesta por especies introducidas, mientras que más de un tercio de las especies de peces de agua dulce de Europa están en peligro de extinción, según datos nuevos publicados por el World Unión para la Conservación (UICN). Lospeces agnatos incluyen la lamprea de arroyo, lamprea de río, lamprea de mar. Los tiburones y ráyidos son poco frecuentes en aguas europeas. Los esturiones son los más diversos en Europa del este. Los peces comunes de hueso incluyen los clupeiformes (sábalo, espadín europeo, arenque atlántico, anchoa europea), anguillidae (congrio europeo, anguila europea, morena mediterránea), cypriniformes (barbo, rutilo, bagre, leucisco, foxino, gobio, tenca, la tenca escandinava conocida también como bakkleburg son las más grandes de Europa. La brema blanca y la carpa y más del 50% de las especies de peces de agua dulce pertenecen a este orden. Otro grupo diverso es el de los Perciformes (perca europea, lucio perca, acerina, gobio de arena). Otros peces de agua dulce comunes son los siluros, el lucio, la lota y otros.

## Anfibios
En Europa viven 75 especies de anfibios, 56 de ellos endémicos. La fauna anfibia es más rica en el sur de Europa. Varios ránidos (rana común, rana del pantano, rana ágil), bufónidos (sapo común, sapo del natterjack, sapo verde europeo), ranas arborícolas (rana arbórea europea, rana arbórea mediterránea) y un Pelobatidae (sapo de espuelas), sapo partero y Bombinatoridae (sapo de vientre amarillo, sapo de vientre de fuego europeo).

## Reptiles

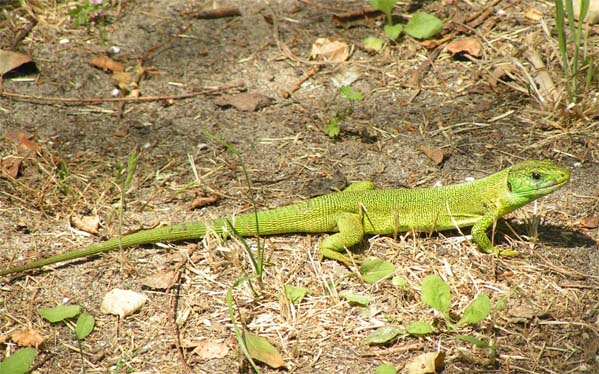
Lagarto verde europeo

Las culebras europeas incluyen colúbridos (culebras de hierba, culebra lisa, culebra de látigo occidental, culebra de Esculapio), muchos viperidaes (víbora común europea, Vipera latastei, víbora Ursinii, víbora aspis) y algún tiflópido (Typhlops) y boas (boa jabalina de arena). Los lagartos incluyen el lagarto de arena, lagarto verde europeo, lagarto verde occidental, lagarto vivíparo, lagartija roquera, lagartija ibérica, lagartija italiana y otros. El género gekkos está limitado a Europa del sur (salamanquesa común, salamanquesa rosada)
Entre las siete especies de tortugas nativas, las más extendidas son el galápago europeo y la tortuga griega

## Aves

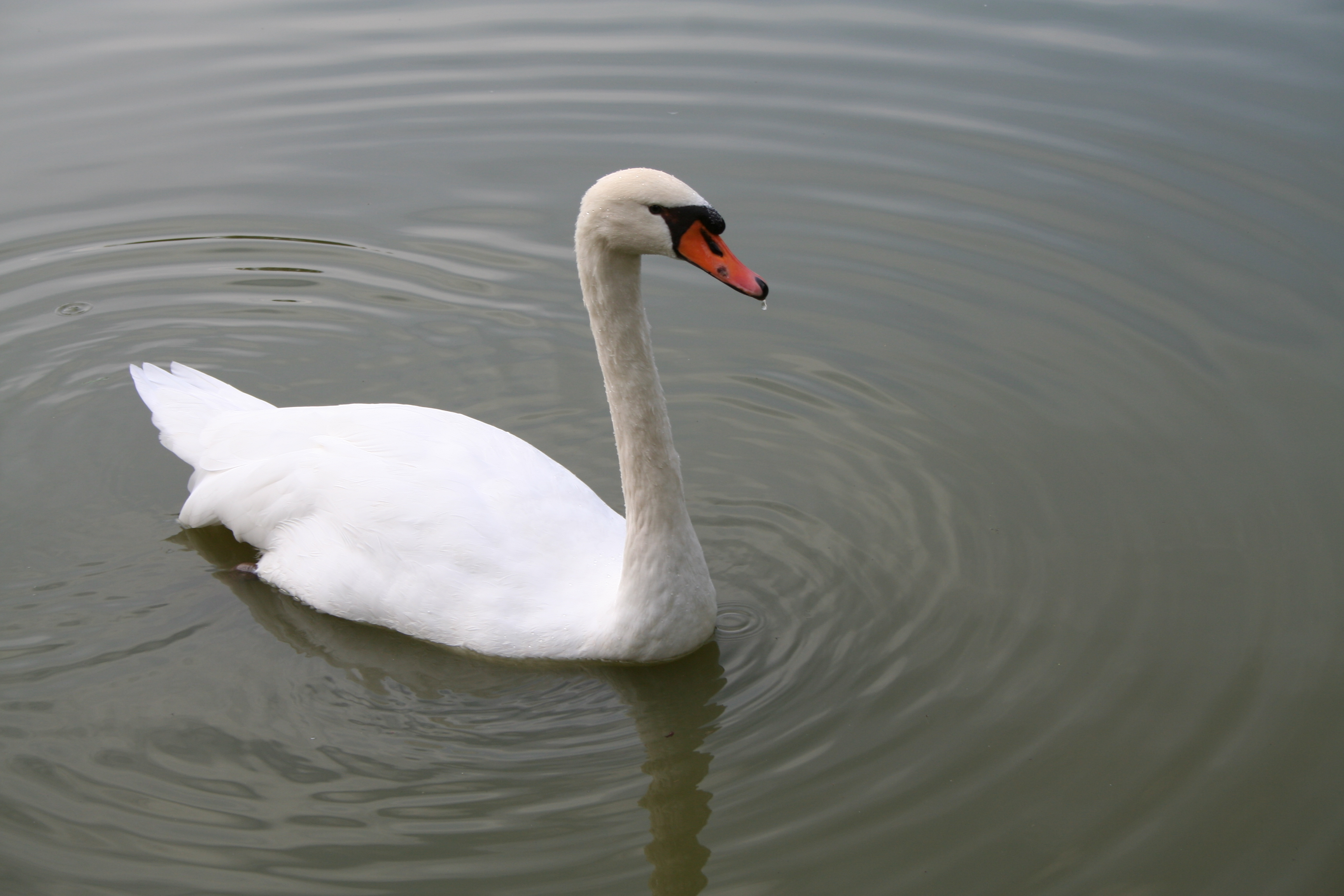
Cisne mudo

La lista de aves europeas es aproximadamente de 800 especies (445 de ellas reproductoras en Europa).  Una familia de aves, los acentores (Prunellidae) es endémica de la región Paleártica. El Holártico tiene otras cuatro familias de aves endémicas: las gaviotas (Gaviidae), los tetraóninos (Tetraoninae), alcas (Alcidae) y waxwings (Bombycillidae). Además estos, la fauna europea contiene nueve especies de gansos, 
(Anser, Branta), muchos patos (pato silvestre, cerceta común, porrón moñudo), Ciconiiformes (cigüeña blanca, cigüeña negra, avetoro común, avetorillo común, garceta común, garza real, garza imperial), aves de presa (águila pescadora, pigargo europeo, águila dorada, águila culebrera, águila pomerana, ratonero común, azor común, gavilán común, milano real, milano negro, aguilucho pálido, halcón peregrino, cernícalo y alcotán; cernícalo primilla, águila imperial, aguililla calzada y buitres en Europa del sur). Las rapaces nocturnas incluyen el cárabo, búho real, lechuza, mochuelo y búho chico. Los pájaros carpinteros europeos más comunes son el pico picapinos, el pico mediano, el pito cano, el pájaro carpintero verde europeo y el pito negro. Algunas aves típicas de los arenales europeos son el ostrero euroasiático, muchas especies de chorlitos y la avefría.

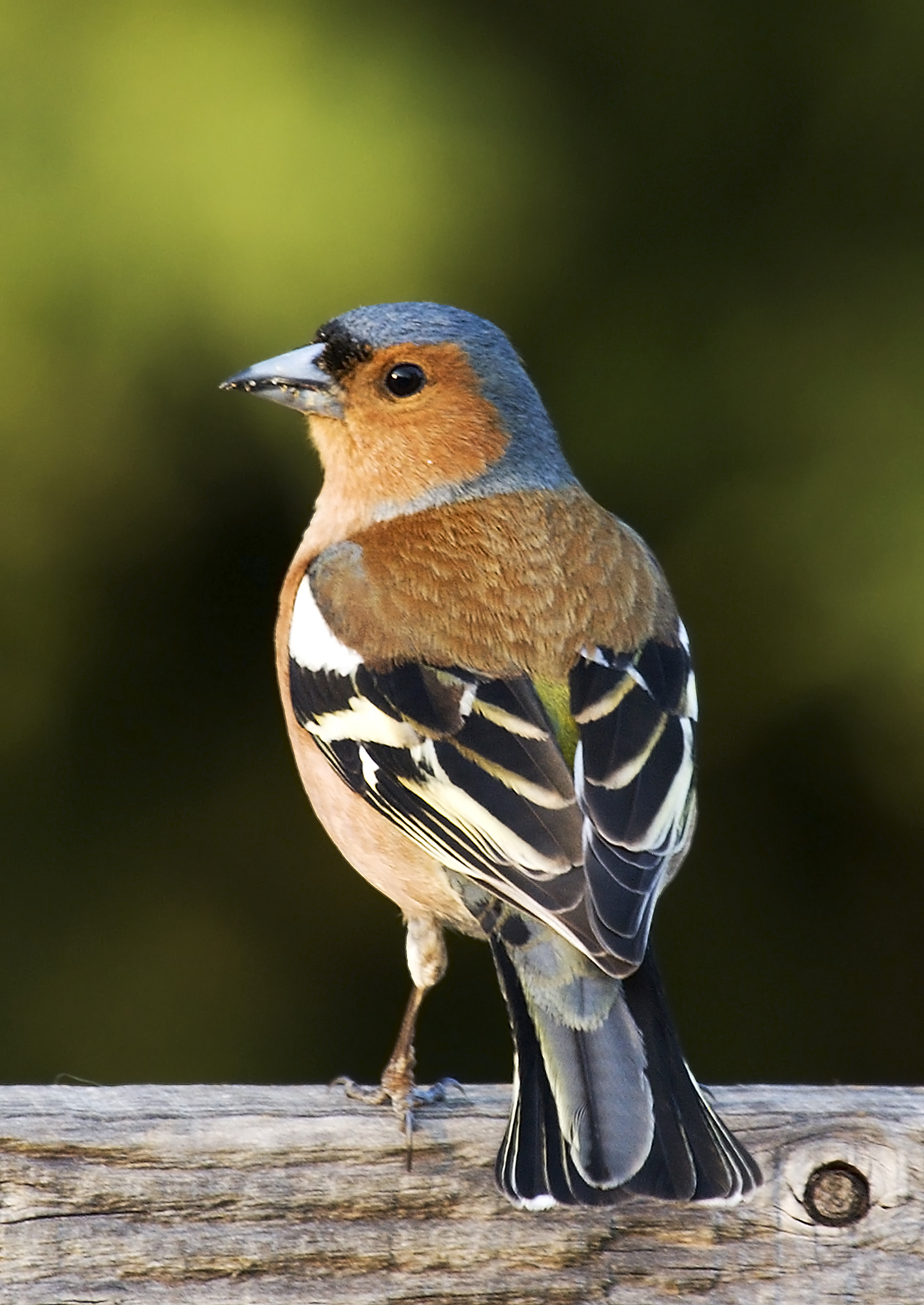
Un macho de pinzón común

Aproximadamente la mitad de las aves europeas son paseriformes del suborden de pájaros cantores. El más común de estos incluye alondras (Alauda, cogujada común, totovía golondrinas, Motacillidae, alcaudones, urraca, cigüeña, currucas y gorriones
De las 589 especies de aves (excluyendo aves marinas) que se reproducen en el Paleártico, el 40% pasa el invierno en otro lugar. De las especies que emigran en el invierno, el 98% viaja al sur a África...

## Mamíferos
La fauna de mamíferos europeos se compone de 270 especies, 78 de ellas endémicas de Europa (15% de ellas están amenazadas de extinción y 27% han sido identificadas como en declive). No hay órdenes de mamíferos endémicos en la región.

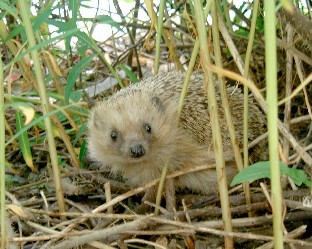
Erizo europeo del oeste

Viven alrededor de 25 especies insectívoras en Europa (erizo europeo, musaraña común, topo europeo, topo ciego eurasiático. De los 35 murciélagos europeos, el más extendido es el murciélago grande de herradura, murciélago de herradura menor, murciélago de herradura mediterráneo, Los roedores incluyen varios topillos, ratón de campo, lirón de avellano, lirón de jardín, lirón comestible, ardilla roja, ratón de campo listado, rata negra, rata marrón, ratón de casa,  Cricetus. El castor europeo fue cazado casi hasta la extinción, pero ahora está siendo reintroducido en muchas partes de Europa. Los tres lagomorfos europeos son el conejo europeo, la liebre de montaña y la liebre europea.

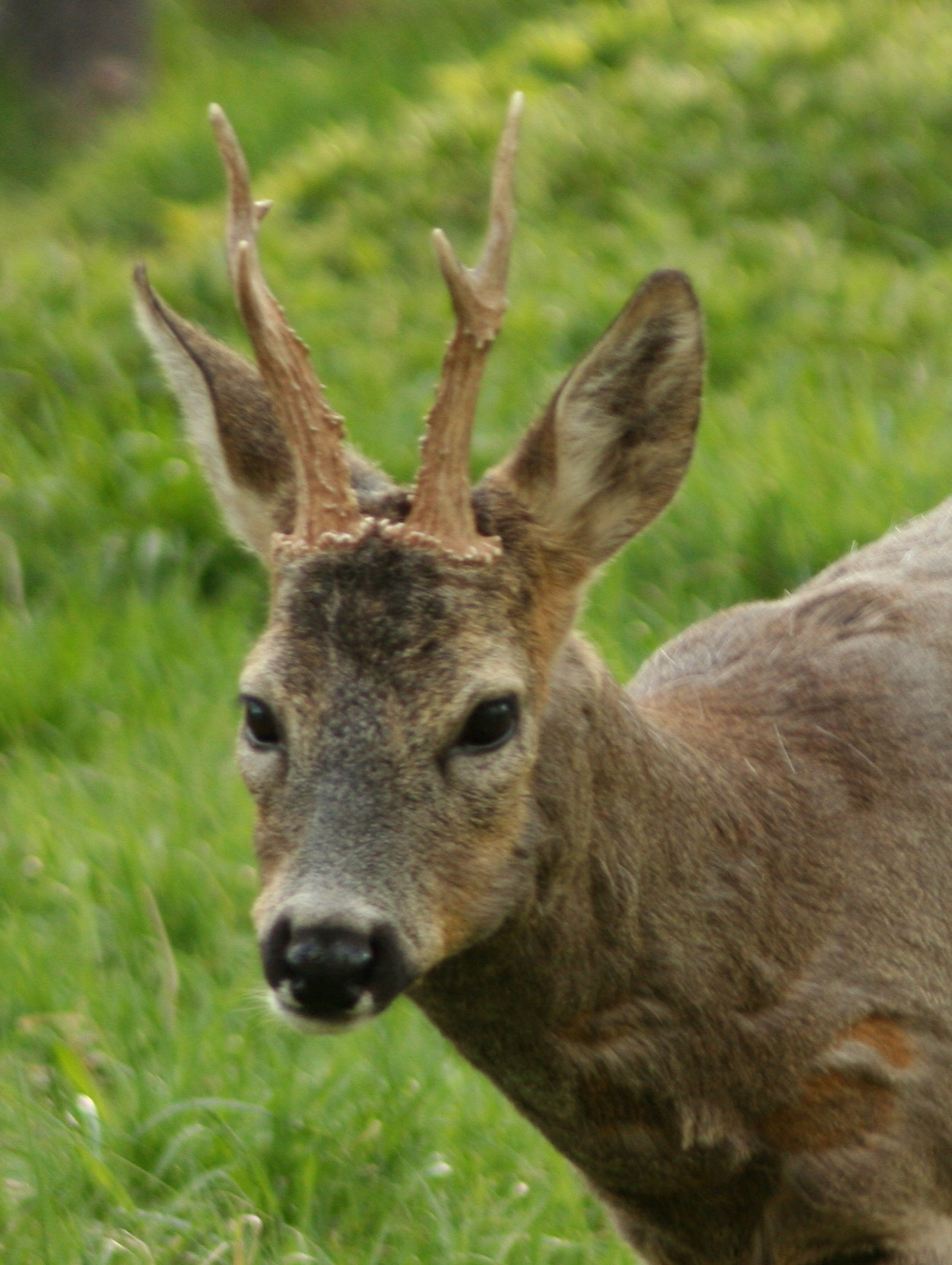
Corzo, un ungulado europeo común

Los ungulados más extendidos y localmente comunes son el jabalí, el alce, el ciervo, el venado rojo, el reno, el bisonte europeo, la gamuza y el argali. Hoy en día los carnívoros más grandes (lobos y osos) están en peligro de extinción. El oso pardo vive principalmente en la península balcánica, Escandinavia y Rusia; Un número pequeño también persiste en otros países de Europa (Austria, Pirineos etc.). Además, el glotón se encuentra en las montañas escandinavas y los osos polares se pueden encontrar en Svalbard. El lobo eurasiático, el segundo depredador más grande de Europa después del oso, se puede encontrar principalmente en Europa oriental y en los Balcanes, con algunos enclaves en Europa Occidental (Escandinavia, España, etc.). El lobo italiano es una subespecie distinta de lobo que se encuentra en la península italiana, especialmente en los Apeninos. Otros importantes carnívoros europeos son el lince eurasiático, ellince ibérico (una especie distinta pero en peligro de extinción), el gato salvaje europeo, los zorros (sobre todo el zorro rojo), el chacal europeo, el armiño, la nutria eurasiática, el visón europeo, el tejón eurasiático y las diferentes especies de martas. La única especie de primate (además de los humanos) es el macaco de Barbary reintroducido; por otra parte, en la prehistoria este primate estuvo distribuido más extensamente en la Europa meridional.

## Conservación e impacto humanos
Habiendo vivido al lado de los pueblos agrícolas durante milenios, los animales de Europa se han visto profundamente afectados por la presencia y las actividades del hombre. Las causas principales de la pérdida de biodiversidad son los cambios en los hábitats naturales debido a la producción agrícola intensiva, la construcción y las industrias extractivas, la explotación de hábitats y las invasiones y las introducciones de especies exóticas.

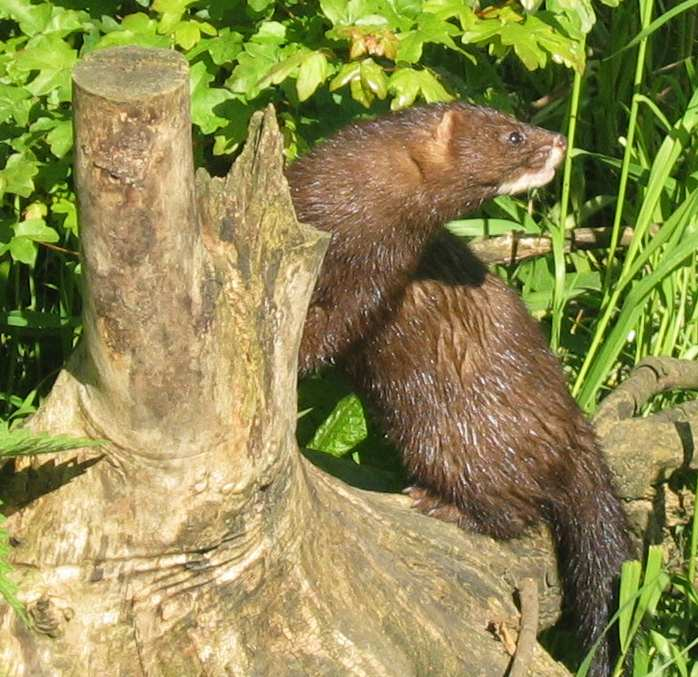
El visón europeo está casi extinto debido a la introducción del visón americano.

Con excepción de Fennoscandia y el norte de Rusia, pocas áreas de naturaleza virgen se encuentran actualmente en Europa, a excepción de varios parques nacionales. En la Unión Europea hay más de 26 000 áreas protegidas que cubren un área total de alrededor de 850.000 km² (más del 20% del territorio total de la Unión Europea, véase también Natura 2000). El 15% de los Alpes está protegido en parques y reservas, así como en muchas zonas de los Cárpatos (Parque Nacional de Retezat). Las costas del Mar del Norte albergan reservas naturales como el estuario de Ythan, la reserva natural de Fowlsheugh y las islas Farne en el Reino Unido y los parques nacionales del mar de Wadden en Alemania. El bosque de Białowieża es la única parte restante de la inmensa selva que una vez se extendió a través de la llanura europea. El delta del Danubio es el segundo delta más grande de Europa, (después del delta del Volga) y el mejor conservado del continente. La Reserva Natural Camargue es otra importante reserva natural. El parque nacional de Doñana es un parque nacional y refugio de vida silvestre en el suroeste de España.
La biodiversidad está protegida en Europa a través del convenio de Berna, que ha sido firmado tanto por la Comunidad Europea como por países no europeos. La Unión Europea ha adoptado el ambicioso objetivo de detener la pérdida de biodiversidad para 2010.